# Robert Byrne (Schachspieler)
Robert Eugene Byrne (* 20. April 1928 in New York City; † 12. April 2013 in Ossining, New York) war ein US-amerikanischer Schachspieler.

## Leben
Robert Byrne wuchs in New York auf und wurde 1952 Internationaler Meister der FIDE. Danach wandte er sich mehrere Jahre seiner wissenschaftlichen Karriere als Philosoph an der Universität von Indiana zu.
1960 kehrte er ernsthaft zum Schach zurück und gewann bei der Schacholympiade in Leipzig eine Silbermedaille am dritten Brett. Seit 1964 war er Großmeister. 1972 gewann Byrne die United States Chess Championship in einem Stichkampf gegen Samuel Reshevsky und Lubomir Kavalek. Seine größte Leistung war der 3. Platz im Interzonenturnier in Leningrad 1973 hinter Viktor Kortschnoi und Anatoli Jewgenjewitsch Karpow, womit er sich für die Kandidatenwettkämpfe zur Schachweltmeisterschaft 1975 qualifizierte. Bei diesen unterlag er Boris Spasski mit 1,5:4,5. 
Von 1972 bis November 2006 leitete Byrne die Schachspalte der New York Times.
Im Juli 1973 erreichte Byrne seine beste Platzierung in der Elo-Liste, er lag gleichauf mit Efim Geller und Leonid Stein auf dem 12. Platz.
Sein jüngerer Bruder war der Internationale Meister Donald Byrne (1930–1976); dessen berühmteste Partie, in der er 1956 mit den weißen Steinen gegen den damals erst 13-jährigen Bobby Fischer unterlag, gilt als Partie des Jahrhunderts. 
Der Stil von Byrne zeichnete sich durch Vorsicht und Geduld aus. Er bevorzugte eine solide Verteidigung sowie Flankenangriffe, mied Schwächen in der Bauernstruktur und galt als besonders stark im Endspiel.

## Nationalmannschaft
Mit der Mannschaft der Vereinigten Staaten nahm Byrne an den Schacholympiaden 1952, 1960, 1962, 1966, 1968, 1972, 1974, 1976 und 1978 teil. Mit der Mannschaft gewann er 1976, erreichte 1960 und 1966 den zweiten, 1974 und 1978 den dritten Platz. In der Einzelwertung gelang ihm 1952 das drittbeste Ergebnis und 1960 das zweitbeste Ergebnis am dritten Brett.